# Michel Guillaume
Pour les articles homonymes, voir Guillaume.
Michel Guillaume, né le 18 janvier 1967 à Munich, est un acteur, producteur et réalisateur allemand.

## Biographie
Michel Guillaume débute à la télévision, après sa formation à Munich. Il enchaîne différents rôles au cinéma, par exemple Das schreckliche Mädchen de Michael Verhoeven (1989). Depuis 1992, Guillaume est identifié comme le Commissaire Théo Renner de la Police Criminelle ZDF dans la série Soko brigade des stups (SOKO 5113). 
Pour son court-métrage Schmock (2005), il reçoit le Prix du court métrage de 2006. Michel Guillaume vit à Munich.

## Filmographie

### Producteur et réalisateur
- 2005 : Schmock

### Acteur
- 1997 : Rendezvous
- 1993 - 2016 : Soko brigade des stups (SOKO 5113)
- 1993 : Die Zweite Heimat - Chronik einer Jugend
- 1992 : Un été glacé (téléfilm)
- 1990 : Das schreckliche Mädchen
- 1987 : Peng! Du bist tot!